# Luis Grecco
Luis Grecco (fl. XX secolo) è stato un allenatore di calcio uruguaiano.